# کریبشتاین
کریبشتاین (به آلمانی: Kriebstein) یک شهر در آلمان است که در میتل‌زاکسن واقع شده‌است. کریبشتاین ۲٬۵۹۴ نفر جمعیت دارد.

## خواهرخوانده
شهر Weisenbach خواهرخواندهٔ کریبشتاین هست.